# Alexandre Guimarães
Alexandre Borges Guimarães (Maceió, 7 novembre 1959) è un allenatore di calcio ed ex calciatore brasiliano naturalizzato costaricano, di ruolo centrocampista.
Anche suo figlio Celso Borges è un calciatore.

## Carriera
Nato in Brasile, si trasferisce all'età di dodici anni in Costa Rica per ragioni legate al lavoro del padre nell'Organizzazione panamericana della salute. Divenne cittadino costaricano nel 1980.
Ha studiato educazione fisica all'Università della Costa Rica, distinguendosi come giocatore di pallacanestro e di calcio. Ha segnato 95 gol in 377 partite in prima divisione. Ha totalizzato 19 presenze nella Nazionale maggiore. Fu uno dei protagonisti a Italia '90, grazie al passaggio decisivo a Hernán Medford, che segnò il gol della qualificazione alla seconda fase.
Nel 1992 ha cominciato la carriera di allenatore nelle serie minori, arrivando poi a dirigere diverse squadre della massima categoria. È arrivato alla Nazionale come assistente del brasiliano Gílson Nunes, sotto la cui guida tuttavia la Costa Rica ha subito molte sconfitte. Quando Gilson è stato esonerato dall'incarico, il timone è passato nelle sue mani e la squadra ha cominciato a mietere successi.
La sua esperienza come giocatore ai Mondiali lo ha convinto della possibilità di superare sempre i propri limiti. E con questa convinzione ha trascinato la squadra alla qualificazione a Corea e Giappone 2002 sbaragliando la concorrenza della CONCACAF.
Nel 2005, poi, dopo l'esonero di Jorge Luis Pinto, ritorno alla guida della nazionale e, in seguito
sorprendendo i tifosi che non si aspettavano la seconda qualificazione
consecutiva a un Mondiale in considerazione del momento difficile a sole sette partite dalla fine delle qualificazioni, è riuscito di nuovo ad acciuffare la partecipazione conquistando il terzo posto della CONCACAF, grazie anche ai meriti dei giocatori e di tutta la commissione tecnica.
Guimarães, assunse il 15 novembre 2006 la direzione della selezione del Panama in vista delle eliminatorie a Sudafrica 2010.
Il 24 giugno 2008, il tecnico fu licenziato dal posto di direttore tecnico della nazionale di calcio del Panama, causa l'eliminazione nelle qualificazioni dopo aver perso la serie nel secondo turno contro El Salvador.

## Palmarès

### Giocatore

#### Competizioni nazionali
- Campionato costaricano: 3

Saprissa: 1982, 1988, 1989

### Allenatore

#### Competizioni nazionali
- Campionato costaricano: 2

Saprissa: 1997-1998, 1998-1999

#### Competizioni internazionali
- Coppa dei Campioni del Golfo: 1

Al-Wasl: 2009
- CONCACAF Central American Cup: 1

Alajuelense: 2024